# 潘文杰 (大頭目)
文杰（排灣語：Bungekaic Garuljigulj；1854年—1905年12月12日），中文文獻則音譯為文杰、任結，或用他的漢名潘文杰，英文文獻上一般拼其名作Jagarushi Guri Bunkiet。十九世紀末期至日治初期在位的斯卡羅人大頭目，是當時統領恆春海岸各族群地方的君主，被授有勳六等瑞寶章。

## 生平

### 早年生活
1854年，文杰出生於斯卡羅王國豬朥束社（今滿州鄉里德村），母親為豬朥束社大頭目卓杞篤的妹妹，父親是出身統領埔（今車城鄉統埔村）的漢族客家人，但居住在龜仔甪社。後來，文杰因母親過世轉而由其舅卓杞篤收養。

### 繼承頭目職位
牡丹社事件發生時，文杰協同其長兄兼新任大頭目朱雷與日本軍隊將領西鄉從道等人調停。
後來朱雷開始酗酒成性，漸漸無法處理事務，於是文杰在眾人同意下繼承大頭目職位。
1875年，文杰因協助清廷在恆春築城有功，獲清廷賜姓「潘」，漢名「文杰」。
光緒年間，清廷在牡丹社事件後決定將原番界以外地區納入領土範圍，牡丹及高士佛等部落因而發生反抗事件；為避免亂事擴大，潘文杰往來各地遊說諸頭目與清廷簽訂條約，後來因此獲清廷頒與五品軍功。

### 晚年
1895年5月初，《馬關條約》正式生效，大清帝國割讓福建臺灣省予日本帝國。同月底，日本軍隊登陸台灣後，遭由清國遺民組成的台灣民主國抵抗，但駐守台北的唐景崧部隊首先潰散，日軍繼而接管台灣西部各地。台灣民主國台東州的部將劉德杓在此前開山撫番手段殘酷，故而原住民對其產生猜忌。當日軍部隊抵達屏東時，潘文杰權衡時局顧及當地百姓安危，便派遣手下前往迎接日軍並歸順日本帝國政府。隨即潘文杰受委任為臺南民政支部恆春出張所事務囑託，以協助調解族群紛爭，且促進各政權歸附日本，更率領軍隊協助日本軍隊平定後山。所以，待台灣情勢逐漸穩定後，潘文杰因其在地方事務上的影響力、人脈及外交手腕，深受台灣總督府之倚重。
1896年，潘文杰亦考慮到部落未來的發展，乃協助台灣總督府勸導其轄下各部落子弟，入恆春國語傳習所豬朥束社分教場就讀，因而促使新式教育體系逐漸推廣。同年，臺灣總督府民政長官水野遵因牡丹社事件和潘文杰合作而有交情，故在前往恆春半島巡視時，特別拜訪潘文杰敘舊，可惜潘文杰已雙目失明。
日本政府為報答並表揚潘文杰對於地方事務之協助，特地頒贈勳六等瑞寶章與明治天皇御賜禮品，更在1901年（明治34年）委任其為恆春廳參事。
1905年12月12日，潘文杰病逝於豬朥束社住處，享年51歲。

## 影視形象
| 年分 | 作品   | 演員 |
| ---- | ------ | ---- |
| 2021 | 斯卡羅 | 黃遠 |